# Yukarıkeçili
Yukarıkeçili (früher Balâ Keçili) ist ein Ortsteil (Mahalle) im Landkreis Kozan der türkischen Provinz Adana mit 275 Einwohnern (Stand: Ende 2024). Im Jahr 2011 zählte Yukarıkeçili 387 Einwohner.